# Clovis Cornillac
Clovis Cornillac (16 de agosto de 1968) é um ator francês de teatro, cinema e televisão. Atuou em vários filmes e ficou mais em evidência pela interpretação em Astérix nos Jogos Olímpicos, como personagem principal Asterix.
Em 2005 ganhou um prêmio César de melhor ator secundário por sua atuação em Mensonges et trahisons et plus si affinités.

## Filmografia selecionada
- Hors-la-loi (1985)
- The Unbearable Lightness of Being (1988)
- Carnages (2002)
- Un long dimanche de fiançailles (2004)
- Mensonges et trahisons et plus si affinités (2005)
- Astérix nos Jogos Olímpicos (2008)
- Monsieur Papa (2011)